# Красноріченська (зупинний пункт, Донецька залізниця)
Краснорі́ченська — пасажирський залізничний зупинний пункт Лиманської дирекції Донецької залізниці.
Розташований біля села Новокраснянка, Сіверськодонецький район, Луганської області на лінії Сватове — Попасна між станціями Кремінне (12 км) та Кабанне (8 км).
Не зважаючи на військову агресію Росії на сході Україні, транспортне сполучення не припинене, щодоби п'ять пар приміських поїздів здійснюють перевезення за маршрутом Сватове — Попасна, проте вони зупиняються тільки по станціях.